# سمیر (بازیکن فوتبال)
سمیر (پرتغالی: Sammir) (به پرتغالی: Jorge Sammir Cruz Campos) هافبک اهل برزیل است که در شهر ایتابونا و در تاریخ ۲۳ آوریل ۱۹۸۷ به دنیا آمده‌است.
سمیر (فوتبالیست) در تیم‌های فوتبال Atlético Paranaense ,Ferroviária,باشگاه فوتبال پائولیستا,Venda Nova, باشگاه ورزشی سائو کتانو و دینامو زاگرب سابقهٔ حضور دارد. این بازیکن همچنین در سال، ۲۰۰۴ برای، تیم ملی فوتبال زیر ۱۷ سال برزیل به میدان رفته‌است